# Lybid (Fluss)
Die Lybid (ukrainisch Либідь, russisch Лыбедь/Lybed) ist ein 17 km langes Fließgewässer im Stadtgebiet der ukrainischen Hauptstadt Kiew.
Der rechte Nebenfluss des Dnepr hat ein Einzugsgebiet von 66,2 km² Fläche, ist etwa 0,5 Meter tief und zwischen 1,6 und 3,5 Meter breit. Die Strömungsgeschwindigkeit erreicht 0,8–1,0 m/s und der durchschnittliche Wasserabfluss beträgt 1 m³/s, die Wassermineralisierung beträgt 583 mg/l.

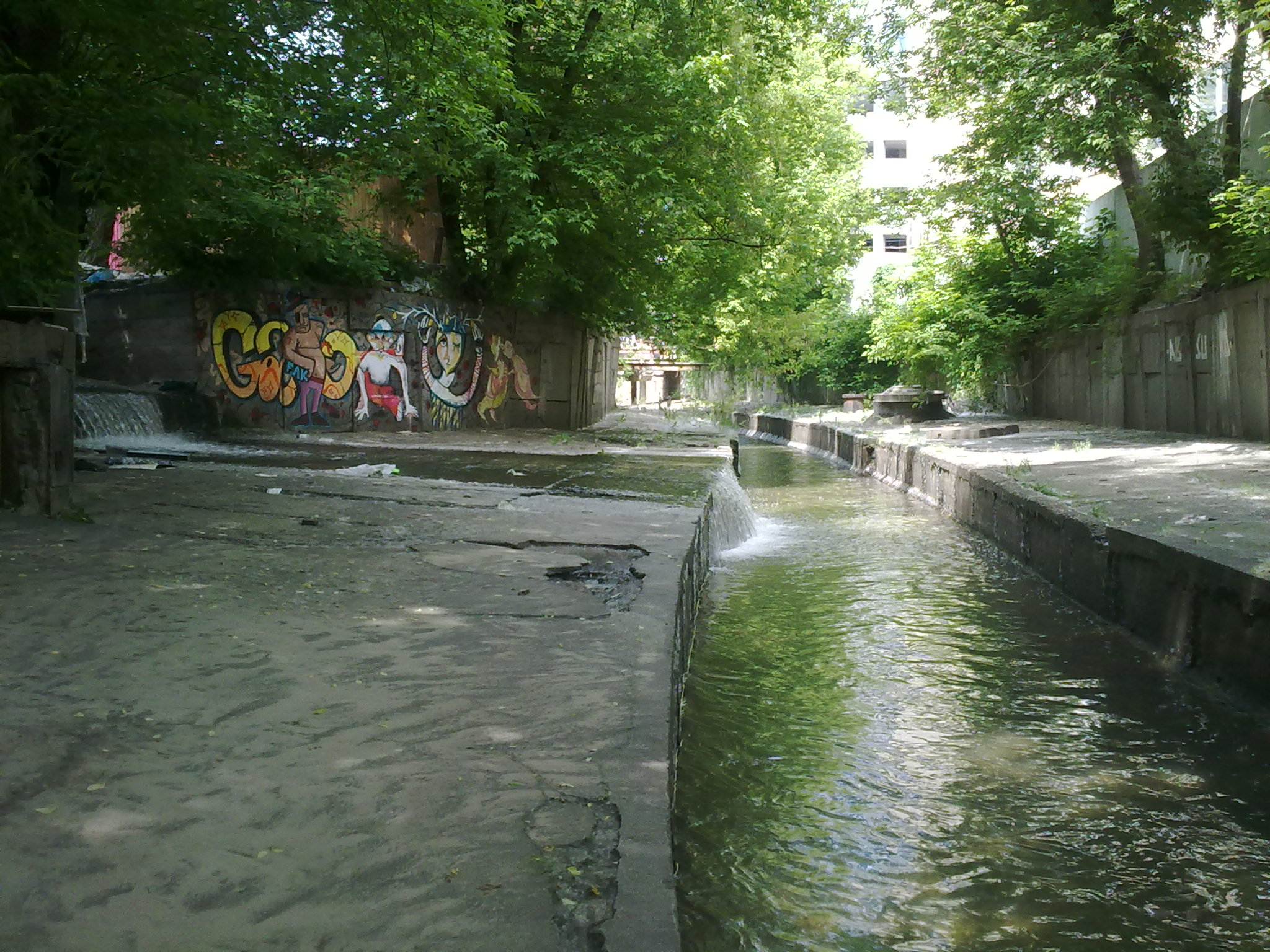
Zufluss des Mokra in die Lybid

Die historische Fluss war einst eine wichtige Wasserstraße und hat heute noch Bedeutung zur Entwässerung großer Teile der Stadt.

## Name
Es wird vermutet, dass der Fluss nach Lybid (Либідь), eine der Stadtgründer Kiews, benannt ist.

## Verlauf
Die Lybid verläuft meist unterirdisch in Rohren oder oberirdisch kanalisiert durch das Kiewer Stadtgebiet. Ihre Quelle liegt beim Bahnhof Kiew-Wolhynien im Rajon Swjatoschyn und die Mündung liegt im Stadtviertel Kortschuwate (Корчува́те) im Kiewer Rajon Holossijiw.